# Mosze Maja
Mosze Maja (hebr.: משה מאיה, ang.: Moshe Maya, ur. 9 sierpnia 1938 w Petach Tikwie) – izraelski rabin i polityk, w latach 1992–1996 poseł do Knesetu.

## Życiorys
Urodził się 9 sierpnia 1938 w Petach Tikwie na terenie ówczesnego Brytyjskiego Mandatu Palestyny.
Uczył się w jesziwie. Studiował w szkołach rabinicznych. W Jad Elijachu – dzielnicy Tel Awiwu jest rabinem lokalnej społeczności oraz zwierzchnikiem jesziwy Zichron Mosze.
W wyborach parlamentarnych w 1992 po raz pierwszy i jedyny dostał się do izraelskiego parlamentu z listy partii Szas. W trzynastym Knesecie spędził pełną kadencję i zasiadał w dwóch komisjach parlamentarnych: konstytucyjnej, prawa i sprawiedliwości oraz imigracji i absorpcji.
29 lipca 1992 roku został dokooptowany do rządu premiera Icchaka Rabina jako wiceminister edukacji i kultury. Szefową resortu była początkowo Szulammit Alloni, przewodnicząca liberalnej partii Merec, jednak w lipcu 1993, odeszła do innych ministerstw. Kierowanie resortem edukacji i kultury przejął osobiście premier Rabin. Dwa miesiące później, 12 września Maja stracił swoje stanowisko w rządzie. W kolejnych wyborach nie udało mu się zdobyć mandatu poselskiego.